# Araneus moretonae
Araneus moretonae là một loài nhện trong họ Araneidae.
Loài này thuộc chi Araneus. Araneus moretonae được Herbert Walter Levi miêu tả năm 1991.